# イサチン
イサチン（Isatin）または1H-インドール-2,3-ジオン（1H-indole-2,3-dione）は、多くの植物で見られるインドール誘導体の一つ。1841年にErdmanとLaurentによって硝酸とクロム酸によるインディゴの酸化によって初めて合成された。
イサチンのシッフ塩基はその薬学特性が研究されている。
イサチンに硫酸と未精製のベンゼンを混ぜると青色の染料ができることが観察される。これはベンゼンとの反応で青色のインドフェニンが形成すると長く考えられていたが、ヴィクトル・マイヤーはこの未精製のベンゼンからインドフェニンの形成反応の正体であるチオフェンを初めて単離した。

## 合成
イサチンは抱水クロラール、アニリン、ヒドロキシアミンを硫酸中で縮合させて合成することができるが、通常は市販品を入手する。
イサチンは、80℃のアセトニトリル-水溶液中で、インドールと塩化インジウム(III)、2-ヨードキシ安息香酸を混合して合成することもできる。